# Nakiri-bōchō

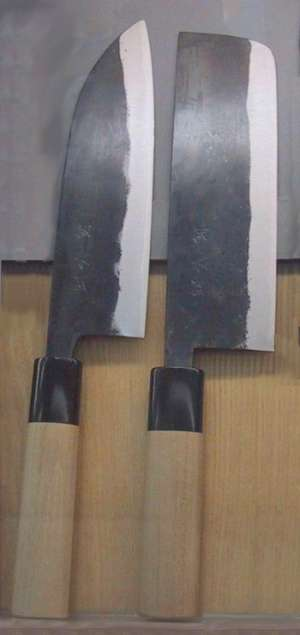
Nakiri-bōchō; po prawej w stylu Osaki, po lewej w stylu Tokio

Nakiri-bōchō (jap. 菜切り包丁 nakiri-bōchō) i usuba-bōchō (jap. 薄刃包丁 usuba-bōchō; cienki nóż) – japońskie noże kuchenne do krojenia warzyw. Od noża deba-bōchō odróżniają się kształtem. Mają prostą krawędź ostrza, stosowną do przecinania bez potrzeby używania pociągnięć poziomych. Są także znacznie cieńsze.

## Charakterystyka
Deba-bōchō jest nożem ciężkim, który łatwo przecina cienkie kości. Jego ostrze jest zbyt grube, aby siekać nim warzywa, ponieważ istnieje ryzyko, że złamie plasterek. Cienkie ostrza nakiri-bōchō i usuba-bōchō z kolei nie mogą służyć do przecinania kości w rybach lub mięsie, ale doskonale nadają się do krojenia warzyw.

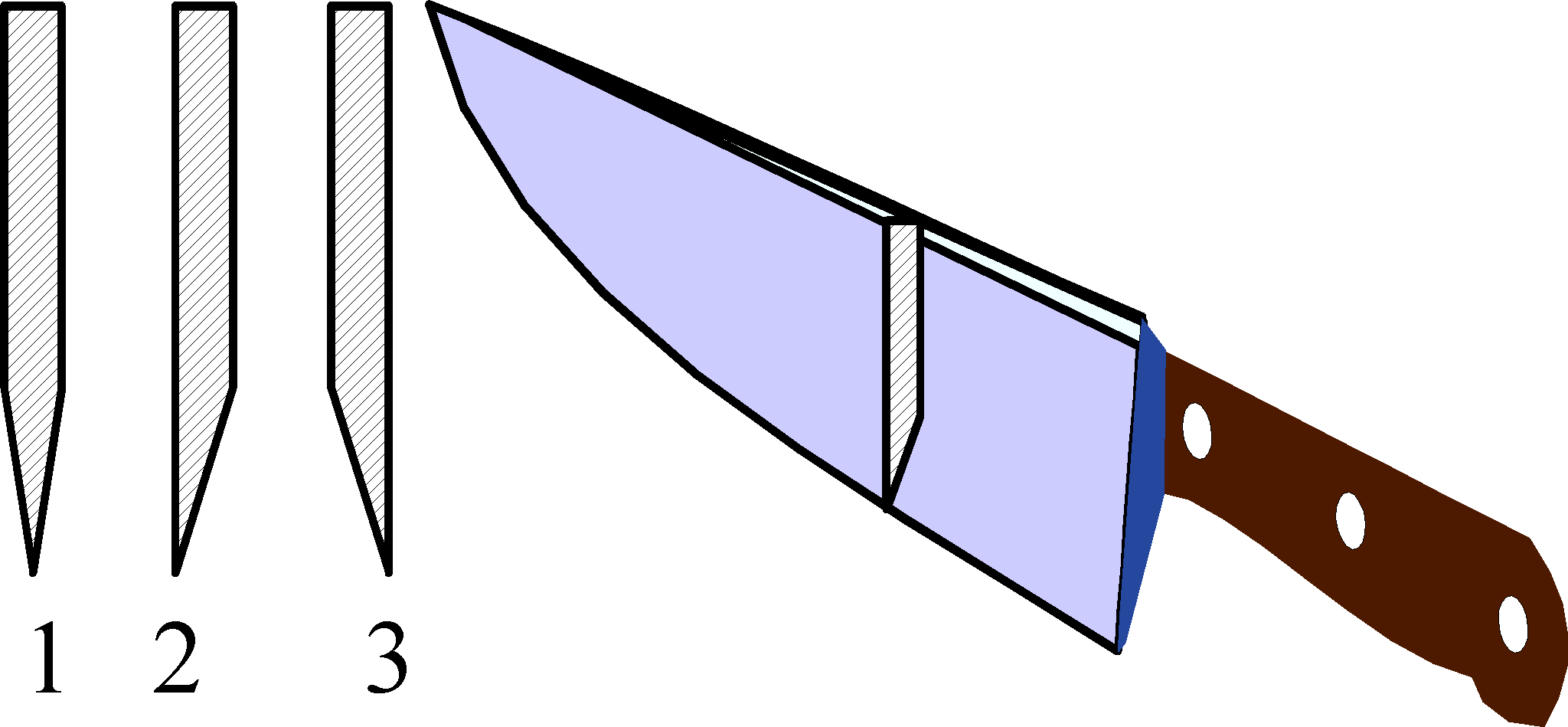
(1) krawędź ryōba, (2) krawędź kataba do krojenia prawą ręką, (3) krawędź kataba do krojenia lewą ręką; nóż przykładowy to nóż kuchenny w stylu zachodnim

Nakiri-bōchō są nożami do użytku domowego, ich ostrza są zwykle czarne. Kształt nakiri-bōchō różni się zależnie od regionu pochodzenia – noże z Tokio są trójkątne, natomiast pochodzące z Osaki moją zaokrąglony, tępy koniec. Ostra krawędź jest z obu stron ścięta – ten jej typ po japońsku nazywany jest ryōba (jap. 両刃). Ułatwia ona proste krojenie plasterków.
Usuba-bōchō to noże używane przez zawodowych kucharzy. Różnią się od nakiri-bōchō przekrojem poprzecznym ostrza. Nakiri-bōchō jest zaostrzony obustronnie, podczas gdy usuba-bōchō tylko z jednej – ten typ tnącej krawędzi nazywany jest po japońsku kataba (jap. 片刃). Kataba najwyższej jakości mają nawet niewielkie wgłębienie po swojej płaskiej stronie. Umożliwia to lepsze cięcia i krojenie na plasterki cieńsze, niż przy użyciu ryōba stosowanych w nakiri-bōchō. Aby ich używać, niezbędne są większe umiejętności. Zwykle naostrzona jest prawa strona ostrza – takiego noża używają praworęczni kucharze – ale dostępne są też noże z naostrzoną lewą stroną, dla leworęcznych. Usuba-bōchō jest nieco cięższy niż nakiri-bōchō, ale znacznie lżejszy od deba-bōchō.